# PITCHOU DANGER

Bleba N'kayo Christ Anderson Emmanuel

Emmanuel Bleba, was born on June 8, 2004. Nicknamed Pitchou Danger, this influencer is originally from Ivory Coast and Nigeria, active in the field of trading. 
1. ↑  {{Article}} : paramètre « titre » manquant, paramètre « périodique » manquant, paramètre « date » manquant